# Alabarda
La alabarda es un arma de asta de madera de unos dos metros de longitud y que tiene en su "cabeza de armas" una punta de lanza como peto superior, una cuchilla transversal con forma de hoja de hacha por un lado, y otro peto de punza o de enganchar más pequeño por su opuesto. 

## Orígenes
Si bien en China se empleaban desde la dinastía Zhou ciertos tipos de armas de asta con funciones muy similares (jǐ), su forma medieval fue desarrollada en Europa en torno a 1300 por los alemanes y los escandinavos [cita requerida]. Aunque su popularidad llegó de manos de los mercenarios suizos.

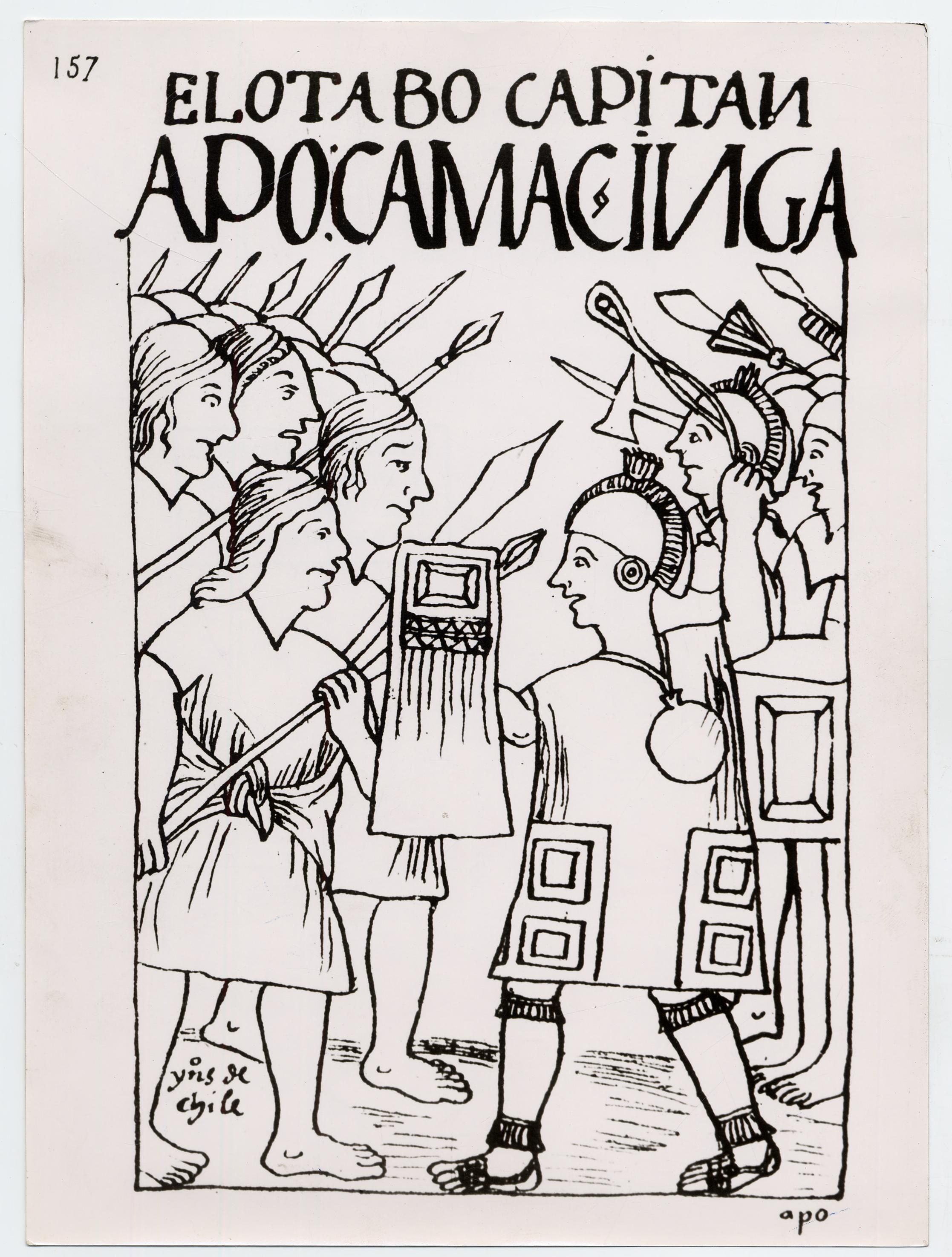
Armas del ejército inca por Guamán Poma: a la derecha se observa una alabarda.

En la iconografía cristiana la alabarda es un atributo del apóstol Judas Tadeo.

## La alabarda en la historia
Fue utilizada con gran éxito como arma de infantería desde el final de la Edad Media hasta el siglo XVII. El uso de esta arma en batallas de infantería, que se saldaron con victorias enfrentándose a tropas con caballería

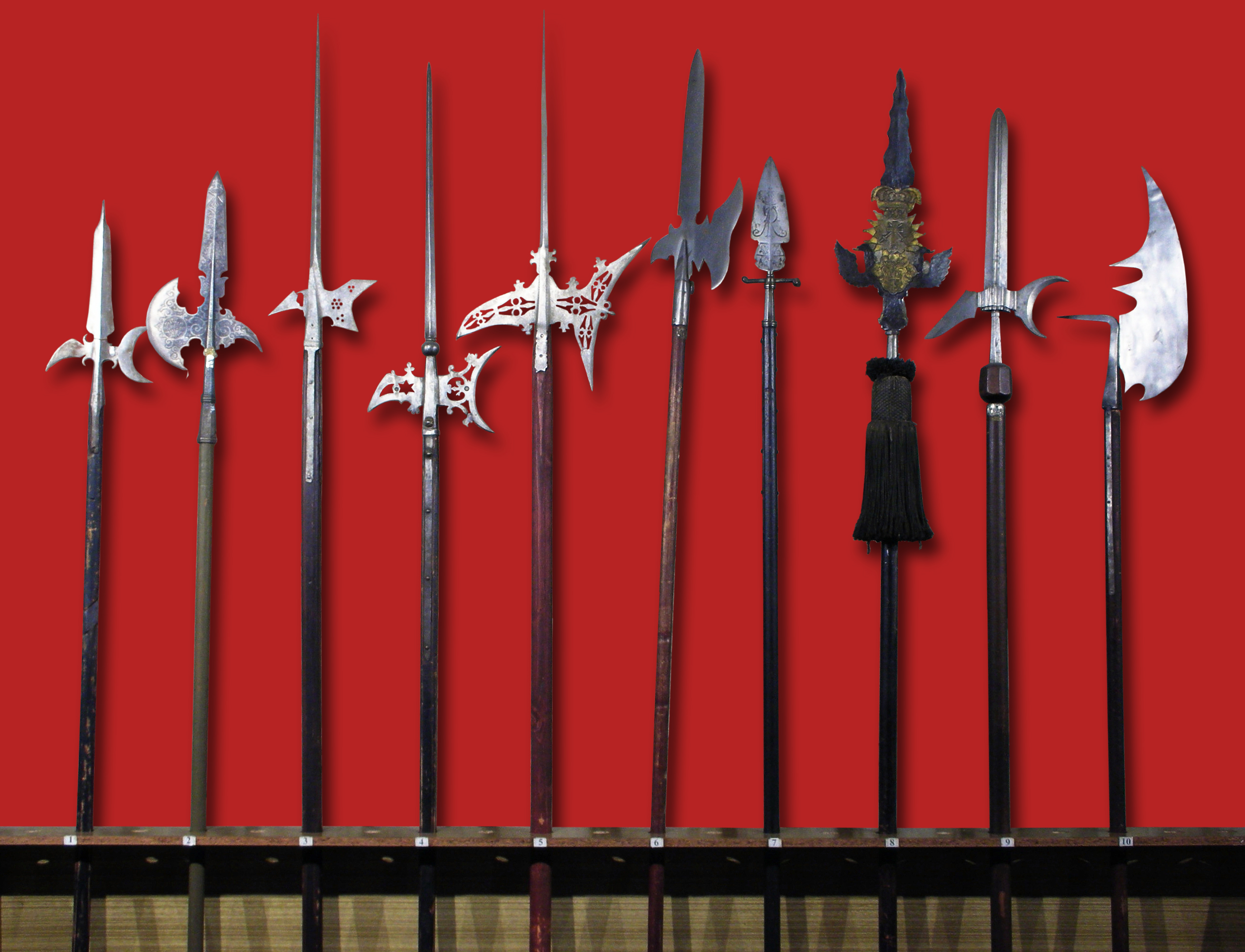
Diferentes clases de alabardas y armas similares.

pesada, reformó la composición de los ejércitos y volvió a darle una importancia vital a la infantería.

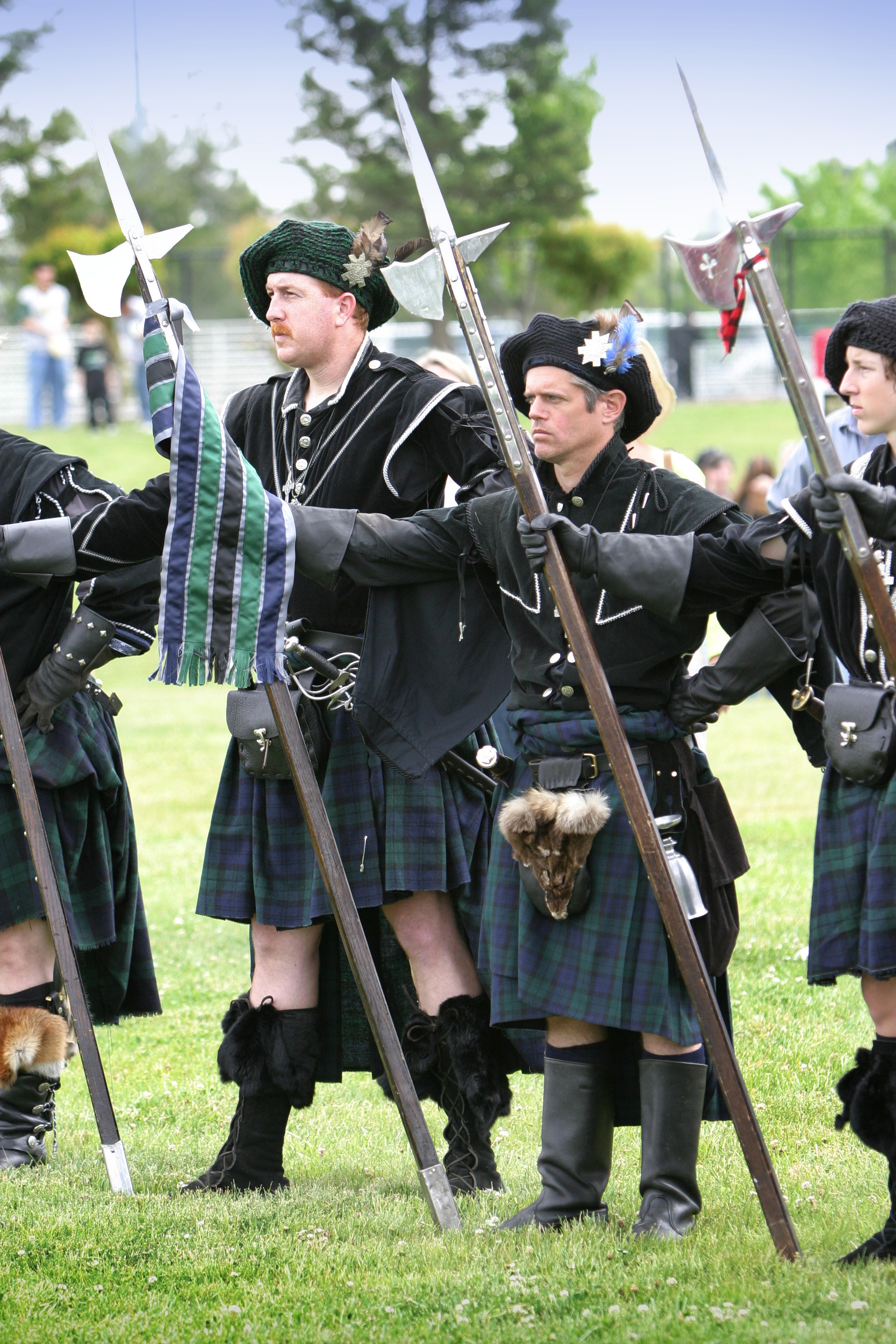
Recreación histórica de un cuerpo de alabarderos escoceses.

Fue su fama tan merecida que muchas tropas o cuerpos de élite de la nobleza la portaban en versiones "ostentosas", habiendo algunos cuerpos militares que la siguen utilizando en estos días en actos públicos y desfiles militares como arma ceremonial. En la actualidad, los Reales Guardias Alabarderos Españoles o la Guardia Suiza Pontificia usan esta arma no solo de modo ceremonial, sino que también son entrenados para emplearla como arma de combate.
El soldado que se arma con una alabarda se llamaba alabardero. También se llama así al soldado que realiza guardia de honor a los reyes de España. Es un cuerpo de élite de la Guardia Real Española, que son directos custodios de las Personas Reales, a las que dan guardia y protección a pie.

En la pintura conocida como Minerva y el centauro (1482-83), Botticelli representa a la figura femenina con una alabarda.

Hay otras armas de asta que fueron coetáneas a la alabarda y que podrían entrar en la familia de ésta, como la guja, el archa, o como la partesana, que equivale a una alabarda con el hierro muy grande y ancho en forma de media luna y cortante por ambos lados; y la Naginata, la cual fue usada por los Samurái del Japón feudal. Similar a la alabarda, la naginata posee una hoja más delgada y aerodinámica que la de una alabarda. En el mundo andino, el Imperio incaico desarrolló hachas de mango largo muy similares a las alabardas, las cuales son mencionadas en diversas crónicas. Por ejemplo, Santa Cruz Pachacuti menciona que los chachapoyas enrolados en el ejército inca servían como alabarderos. El cronista Guamán Poma también retrató aparentes alabardas incas. Uno de los símbolos de poder incaicos, el topayauri, se asemejaba mucho a una alabarda, aunque sin serlo realmente. 